# Педро II (граф Урхеля)
Педро II (исп. Pedro II; 1340 — июнь 1408) — граф Урхеля с 1347 года.
Старший сын Хайме I Урхельского (1320—1347) и Сесилии де Комменж (ок 1320—1384). После смерти отца унаследовал графство Урхель, виконтство Ажер, баронии Энтенса и Антильон. До совершеннолетия находился под опекой матери.
В 1363 году женился на Беатрисе де Кардона, дочери Уго Фольхо де Кардона.
Вторая жена (1376 год) — Маргарита Палеолог, дочь маркиза Джованни II Монферратского.
В 1396 году, когда королём Арагона стал Мартин I, Педро II Урхельский выступил против графа Матьё де Фуа, вторгшегося в Арагон, и заставил его отступить.
Умер в Балакере в июне 1408 года.
От Маргариты Палеолог - семеро детей. В их числе:
- Хайме II (1380-1433), граф Урхеля.